# Calathea silvosa
Calathea silvosa är en strimbladsväxtart som beskrevs av James Francis Macbride. Calathea silvosa ingår i släktet Calathea och familjen strimbladsväxter. Inga underarter finns listade.